# Форест (Мисисипи)
Форест (енгл. Forest) град је у америчкој савезној држави Мисисипи.

## Демографија
По попису из 2010. године број становника је 5.684, што је 303 (-5,1%) становника мање него 2000. године.
| Група             | 2000.         | 2010.         |
| Белци             | 2.136 (35,7%) | 1.538 (27,1%) |
| Афроамериканци    | 3.046 (50,9%) | 2.758 (48,5%) |
| Азијати           | 32 (0,5%)     | 12 (0,2%)     |
| Хиспаноамериканци | 761 (12,7%)   | 1.346 (23,7%) |
| Укупно            | 5.987         | 5.684         |